# Estación La Muñeca
La Muñeca (también llamada La Araucana) fue una estación y posterior parada ferroviaria ubicada en la comuna chilena de Los Álamos, ubicada en la Región del Biobío, y que fue parte del ramal Los Sauces-Lebu. Actualmente la vía se halla levantada y no quedan rastros de la estación.

## Historia
Con el inicio de la planificación y estudios de un ferrocarril que uniera al puerto de Lebu con la red central, varios estudios se realizaron entre 1894 a 1905, pero para 1915 la empresa "The Chilian Eastern Central Railway Company" estaba con problemas financieros y con el tramo entre estación Los Sauces y Guadaba listos; y tuvo que venderle su parte a la Compañía Carbonífera de Lebu, quien siguió los trabajos en 1923. El ferrocarril llegó a esta estación en mayo de 1923, con la culminación de la construcción de la sección del ferrocarril entre estación Tres Pinos hasta la estación Peleco. Debido a la tarea de atravesar la cordillera de Nahuelbuta, el ferrocarril entero entró en operaciones en 1939.
Aun cuando el ferrocarril dejó de operar a mediados de 1980 y gran parte de su infraestructura había sido sustraída,[cita requerida] el 20 de octubre de 1998 la Empresa de los Ferrocarriles del Estado da de baja el ramal entre Purén y Lebu; y en 2005 se entrega el permiso estatal para la remoción de todo bien mueble e inmueble del ramal. Actualmente la vía se halla levantada y no quedan rastros de la estación.

## Mantos Grandes
Para finales de la década de 1960, existía un triángulo que desprendía un subramal desde la línea con dirección a Lebu; este ramal tenía una extensión aproximada de 1,4 km, y tenía como destino Mantos Grandes.